# Tribunal Regional do Trabalho da 13.ª Região
O Tribunal Regional do Trabalho da 13ª Região, com sede em João Pessoa, Estado da Paraiba, é um órgão da Justiça do Trabalho, pertencente ao Poder Judiciário da República Federativa do Brasil, o qual exerce jurisdição em todo território do Estado da Paraíba.

## Histórico
Foi instalado em 1983 e, originalmente, também exercia jurisdição sob estado do Rio Grande do Norte. Todavia, a partir da instalação do Tribunal Regional do Trabalho da 21.ª Região, em 16 de junho de 1992, passou a ser exclusivo para o território paraibano.